# Helix

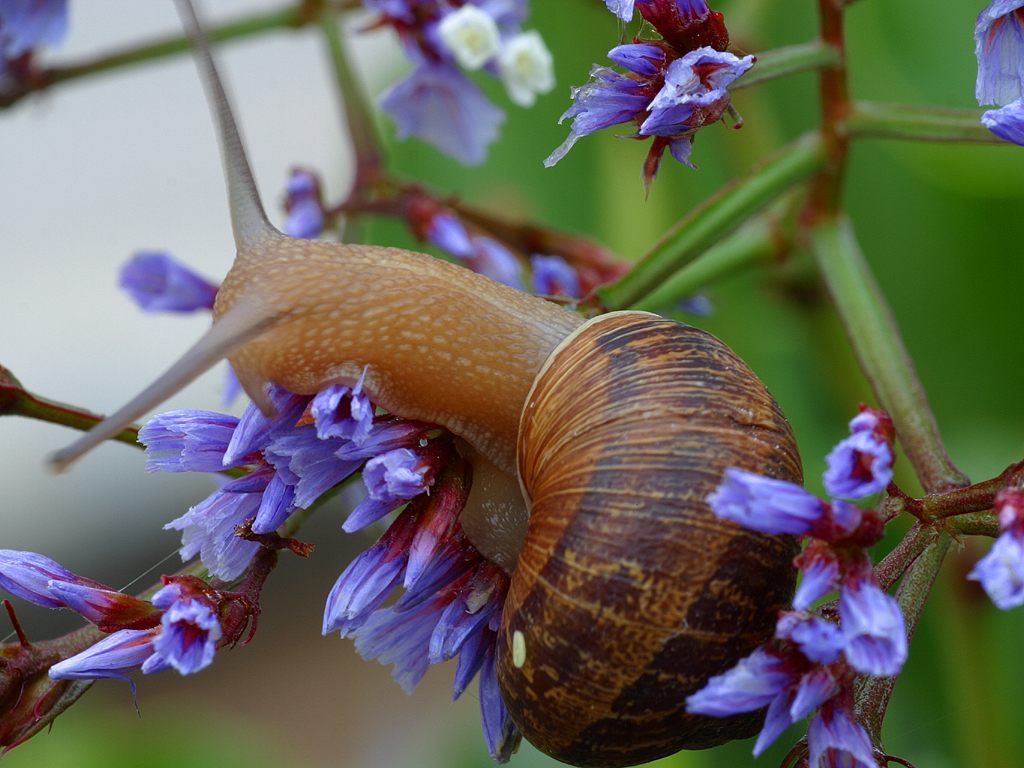
Helix aspersa sobre folhas de Limonium sp.

Helix Linnaeus, 1758 é um género de gastrópodes pulmonados da família Helicidae que inclui alguns dos caracóis terrestres mais conhecidos das regiões temperadas e subtropicais. As espécies integradas no género são grandes caracóis nativos da Europa e das regiões africana e asiática em torno do Mediterrâneo, incluindo, entre as espécies mais conhecidas, o Helix aspersa, o caracol-castanho comum nos jardins europeus, e o Helix pomatia, a espécie geralmente comercializado como escargot. Algumas das espécies foram introduzidas em múltiplas regiões, sendo localmente consideradas espécies invasoras (em especial o H. aspersa). Helix é o género tipo da família Helicidae.

## Descrição

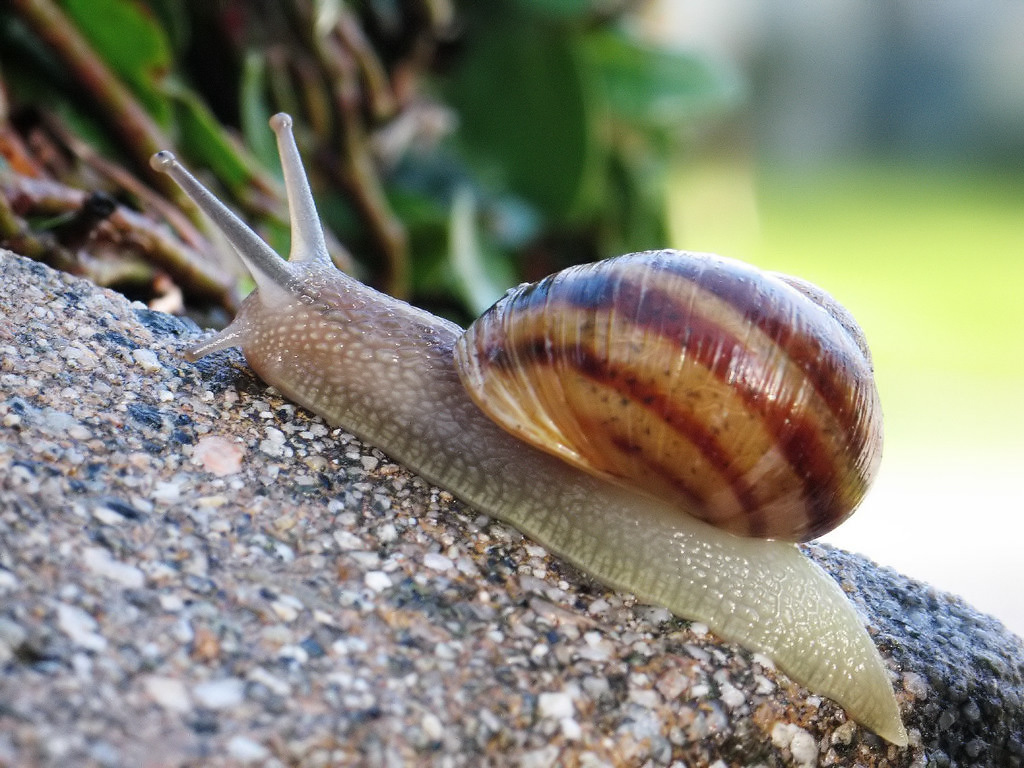
Um espécime de Helix sp. do sul da Europa.

Os membros do género Helix apresentam uma concha calcária endurecida que cobre e protege os órgãos internos, deixando apenas de fora a região da cabeça e do pé quando os animais estão totalmente estendidos. Mesmo quando em actividade e com o corpo na sua máxima protrusão, os órgãos vitais, como o pulmão, o coração, rim e intestino permanecem dentro da casca, já que apenas a cabeça e o pé emergem.
A cabeça do caracol tem dois pares de tentáculos: o par superior e maior contém os olhos; o par inferior é usado para tactear o chão em frente do animal. Os tentáculos podem ser encolhidos ou estendidos, dependendo da situação.
A boca está localizada na parte inferior da cabeça, contendo no seu interior uma língua áspera, designada por rádula, recoberta de múltiplos finos dentículos quitinosos. A rádula é utilizada para raspagem e corte de alimentos.
Os caracóis pulmonados são hermafroditas, tendo em cada indivíduo, e em simultâneo, órgãos genitais masculinos e femininos. Produzem óvulos e esperma num órgão único, o ovotestículo ou gónada hermafrodita, mas são encaminhados para partes distintas do sistema reprodutor: os óvulos são maturados num oviducto e o esperma é acumulado num ducto espermático.
A partir de meados da primavera (Abril no hemisfério norte), o acasalamento e copulação entre caracóis aumenta de frequência em resposta ao aumento da temperatura e humidade relativa do ar, condições que propiciam a ovoposição. Os caracóis deste género segregam dardos para utilização durante o acasalamento.
O acasalamento demora muitas horas, por vezes mais de um dia.

## Taxonomia
O género Helix é conhecido do registo fóssil do Oligoceno em diante.
O género inclui as seguintes espécies, agrupadas em 5 subgéneros:
- Subgénero Helix
  - Helix albescens Rossmaessler, 1839
  - Helix lucorum Linnaeus, 1758
  - Helix pomatia Linnaeus, 1758 - escargot
  - Helix philibinensis Rossmässler, 1839
- Subgénero Pelasga
  - Helix pomacella Mousson, 1854
  - Helix figulina Rossmässler, 1839
- Subgénero Cornu
  - Helix aspersa Müller, 1774 — caracol-castanho, também conhecido por Cantareus aspersus e Cornu aspersus
- Outros subgéneros
  - Helix aperta Born, 1778
  - Helix engaddensis Bourguinat, 1852 — caracol-levantino
  - Helix buchi Dubois de Montpéreux, 1839 — a maior espécie do género Helix, sinónimo taxonómico[3] de Helix goderdziana Mumladze, Tarkhnishvili & Pokryszko, 2008[4][5]).
  - Helix godetiana[6]
  - † Helix insignis — extinta no Mioceno tardio
  - Helix lutescens Rossmässler, 1837
  - Helix mazzullii — sinónimo taxonómico de Cantareus mazzullii
  - Helix melanostoma Draparnaud, 1801
  - Helix obruta Morelet, 1860[7]
  - Helix texta Mousson, 1861[8]
  - Helix ceratina (Shuttleworth, 1843) [9]
  - Helix vermiculata

Alguns taxonomistas consideram que as espécies Helix aperta, Helix aspersa e Helix mazzullii não devem integrar o género Helix, considrando-as como integrando géneros monotípicos: Cantareus apertus, Cornu aspersum  e Eobania vermiculata.

### Espécies removidas e sinonímia
Na fase inicial da classificação binomial, por meados do século XVIII, o nome genérico Helix foi aplicado a quase todas as espécies de gastrópodes terrestres e a muitos gastrópodes marinhos que apresentam concha helicoidal. O nome foi sendo progressivamente restrito aos caracóis com concha helicoidal, incluindo os zonitídeos e outros grupos, mas apenas em meados do século XIX se reconheceu a existência de múltiplos géneros de gastrópodes com concha similar. Apesar de grandes grupos de espécies terem sido removidas na segunda metade do século XIX, em inícios do século XX, o género ainda incluía alguns milhares de espécies de gastrópodes helicídeos e higromiídeos da Europa e da bacia do Mediterrâneo.
Nas primeiras décadas do século XX o género foi profundamente revisto e separado em múltiplos géneros, deixando em Helix apenas cerca de 30 espécies estreitamente aparentadas com Helix pomatia, a espécie tipo do género. Nesse processo, as seguintes espécies foram removidas do género Helix e integradas noutros taxa (com a seguinte sinonímia):
- Helix corallina Chemnitz, 1795 — sinónimo taxonómico de Scalenostoma subulatum (Broderip, 1832)
- Helix coriacea Pallas, 1788 — sinónimo taxonómico de Velutina coriacea (Pallas, 1788)
- Helix cyclostomoides Pfeiffer, 1840 — sinónimo taxonómico de Vitrinella cyclostomoides (Pfeiffer, 1840)
- Helix decussata Montagu, 1803 — sinónimo taxonómico de Rissoina decussata (Montagu, 1803)
- Helix eburnea Mühlfeld, 1824 — sinónimo taxonómico de Melanella eburnea (Mühlfeld, 1824)
- Helix flavocincta Mühlfeld, 1829 — sinónimo taxonómico de Eulima glabra (da Costa, 1778)
- Helix haliotoidea Linnaeus, 1758 — sinónimo taxonómico de Sinum haliotoideum (Linnaeus, 1758)
- Helix janthina Linnaeus, 1758 — sinónimo taxonómico de Janthina janthina (Linnaeus, 1758)
- Helix janthina Linnaeus, 1764 — sinónimo taxonómico de Janthina prolongata Blainville, 1822 e de Janthina globosa Swainson, 1822
- Helix littorina Delle Chiaje, 1828 — sinónimo taxonómico de Paludinella littorina (Delle Chiaje, 1828) e de Melarhaphe neritoides (Linnaeus, 1758)
- Helix margarita Montagu, 1808 — sinónimo taxonómico de Margarites helicinus (Phipps, 1774)
- Helix mespillum Mühlfeld, 1824 — sinónimo taxonómico de Echinolittorina mespillum (Mühlfeld, 1824)
- Helix neritoidea Linnaeus, 1758 — sinónimo taxonómico de Sinum neritoideum (Linnaeus, 1758)
- Helix nutans Mühlfeld, 1824 — sinónimo taxonómico de Melanella nutans (Mühlfeld, 1824)
- Helix paradoxa Born, 1778 — sinónimo taxonómico de Chrysostoma paradoxum (Born, 1778)
- Helix petraea Montagu, 1803 — sinónimo taxonómico de Melarhaphe neritoides (Linnaeus, 1758)
- Helix scabra Linnaeus, 1758 — sinónimo taxonómico de Littoraria scabra (Linnaeus, 1758)
- Helix subcarinata Montagu, 1803 — sinónimo taxonómico de Tornus subcarinatus (Montagu, 1803)
- Helix sulphurea C. B. Adams, 1849 — sinónimo taxonómico de Tonna pennata (Mörch, 1853)
- Helix subplicata — sinónimo taxonómico de Idiomela subplicata Sowerby 1824.